# Rahim Aliabadi
Rahim Aliabadi (persa: رحیم علی‌‌آبادی)  (Ardabil, 22 de març de 1943) és un lluitador iranià, ja retirat, especialista en lluita grecoromana, que va competir durant les dècades de 1960 i 1970.
El 1972 va prendre part en els Jocs Olímpics d'Estiu de Múnic, on guanyà la medalla de plata en la competició del pes minimosca del programa de lluita grecoromana.
En el seu palmarès també destaquen una medalla de plata i una de bronze al Campionat del món de lluita de 1969 i 1973 respectivament i una d'or als Jocs Asiàtics de 1974.